# Südafrikanische Cricket-Nationalmannschaft in Australien in der Saison 2008/09
Die Tour der südafrikanischen Cricket-Nationalmannschaft nach Australien in der Saison 2008/09 fand vom 6. Dezember 2008 bis zum 30. Januar 2009 statt. Die internationale Cricket-Tour war Teil der internationalen Cricket-Saison 2008/09 und umfasste drei Test Matches, zwei Twenty20s und fünf ODIs. Südafrika gewann die Testserie 2-1 und die ODI-Serie 4-1, während Australien die Twenty20-Serie 2-0 gewann.

## Vorgeschichte
Australien spielte zuletzt die Testserie der Tour gegen Neuseeland, Südafrika eine Tour gegen Bangladesch. Das letzte Aufeinandertreffen der beiden Mannschaften bei einer Tour fand in der Saison 2005/06 in Südafrika statt.

## Stadien
Für die Tour wurden folgende Stadien als Austragungsorte vorgesehen und am 20. Mai 2008 bekanntgegeben.
| Stadion                  | Stadt     | Kapazität | Spiele                  |
| ------------------------ | --------- | --------- | ----------------------- |
| Adelaide Oval            | Adelaide  | 53.583    | 4. ODI                  |
| The Gabba                | Brisbane  | 42.000    | 2. T20                  |
| Bellerive Oval           | Hobart    | 20.000    | 2. ODI                  |
| Melbourne Cricket Ground | Melbourne | 100.024   | 2. Test; 1. T20; 1. ODI |
| WACA Ground              | Perth     | 20.000    | 1. Test; 5. ODI         |
| Sydney Cricket Ground    | Sydney    | 48.000    | 3. Test; 3. ODI         |

## Kaderlisten
Südafrika benannte seinen Test-Kader am 22. November und seinen Limited-Overs-Kader am 22. Dezember 2008.
Australien benannte seinen Test-Kader am 8. Dezember 2008 und seinen Limited-Overs-Kader am 8. Januar 2009.
| Test | Test | ODI | ODI | Twenty20 | Twenty20 |
| Australien | Südafrika | Australien | Südafrika | Australien | Südafrika |
| --- | --- | --- | --- | --- | --- |
| - Ricky Ponting (K) - Michael Clarke (vK) - Doug Bollinger - Brad Haddin (wk) - Nathan Hauritz - Matthew Hayden - Ben Hilfenhaus - Michael Hussey - Mitchell Johnson - Simon Katich - Jason Krejza - Brett Lee - Andrew McDonald - Peter Siddle - Andrew Symonds - Shane Watson | - Graeme Smith (K) - Ashwell Prince (vK) - Hashim Amla - Mark Boucher (wk) - AB de Villiers - JP Duminy - Paul Harris - Jacques Kallis - Neil McKenzie - Morné Morkel - Makhaya Ntini - Robin Peterson - Dale Steyn - Lonwabo Tsotsobe - Vaughn van Jaarsveld - Monde Zondeki | - Ricky Ponting (K) - Michael Clarke (vK) - Nathan Bracken - Brad Haddin (wk) - Ryan Harris - Nathan Hauritz - Ben Hilfenhaus - James Hopes - David Hussey - Michael Hussey - Mitchell Johnson - Shaun Marsh - Shaun Tait - David Warner - Cameron White | - Johan Botha (K) - Hashim Amla - Mark Boucher (wk) - AB de Villiers - JP Duminy - Herschelle Gibbs - Jacques Kallis - Neil McKenzie - Albie Morkel - Morné Morkel - Makhaya Ntini - Wayne Parnell - Dale Steyn - Lonwabo Tsotsobe - Vaughn van Jaarsveld | - Ricky Ponting (K) - Michael Hussey (vK) - Nathan Bracken - Brad Haddin - Ryan Harris - Nathan Hauritz - Ben Hilfenhaus - James Hopes - David Hussey - Shaun Marsh - Luke Ronchi (wk) - Shaun Tait - David Warner - Cameron White | - Johan Botha (K) - Hashim Amla - Mark Boucher (wk) - AB de Villiers - JP Duminy - Herschelle Gibbs - Jacques Kallis - Neil McKenzie - Albie Morkel - Morné Morkel - Makhaya Ntini - Wayne Parnell - Dale Steyn - Lonwabo Tsotsobe - Vaugh van Jaarsveld |

## Tour Matches
| 11. Dezember Scorecard | Perth | South Africans 185-2 (50)               | – | Western Australia 215-4 (50) |
|                        |       | Western Australia gewinnt mit 7 Wickets |   |                              |

| 12. – 13. Dezember Scorecard | Perth | South Africans 320-8d (90) | – | Western Australia 280 (71.5) |
|                              |       | Remis                      |   |                              |

## Test Matches

### Erster Test in Perth
| 17. – 21. Dezember Scorecard | Perth | Australien 375 (98.5) & 319 (97) | – | Südafrika 281 (89.5) & 414-4 (119.2) |
|                              |       | Südafrika gewinnt mit 6 Wickets  |   |                                      |

### Zweiter Test in Melbourne
| 26. – 30. Dezember Scorecard | Melbourne | Australien 394 (113.4) & 247 (84.2) | – | Südafrika 459 (153) & 183-1 (48) |
|                              |           | Südafrika gewinnt mit 9 Wickets     |   |                                  |

### Dritter Test in Sydney
| 3. – 7. Januar Scorecard | Sydney | Australien 445 (136.2) & 257-4d (67.3) | – | Südafrika 327 (120.5) & 272 (114.2) |
|                          |        | Australien gewinnt mit 103 Runs        |   |                                     |

## Twenty20 Internationals

### Erstes Twenty20 in Melbourne
| 11. Januar Scorecard | Melbourne | Australien 182-9 (20)          | – | Südafrika 130 (18) |
|                      |           | Australien gewinnt mit 52 Runs |   |                    |

### Zweites Twenty20 in Brisbane
| 13. Januar Scorecard | Brisbane | Südafrika 157-5 (20)             | – | Australien 161-4 (18.5) |
|                      |          | Australien gewinnt mit 6 Wickets |   |                         |

## One-Day Internationals

### Erstes ODI in Melbourne
| 16. Januar Scorecard | Melbourne | Australien 271-8 (50)           | – | Südafrika 272-7 (49.3) |
|                      |           | Südafrika gewinnt mit 3 Wickets |   |                        |

### Zweites ODI in Hobart
| 18. Januar Scorecard | Hobart | Australien 249-9 (50)         | – | Südafrika 244-6 (50) |
|                      |        | Australien gewinnt mit 5 Runs |   |                      |

### Drittes ODI in Sydney
| 23. Januar Scorecard | Sydney | Australien 269 (49.2)           | – | Südafrika 270-7 (46.3) |
|                      |        | Südafrika gewinnt mit 3 Wickets |   |                        |

### Viertes ODI in Adelaide
| 26. Januar Scorecard | Adelaide | Australien 222 (48)             | – | Südafrika 223-2 (38.1) |
|                      |          | Südafrika gewinnt mit 8 Wickets |   |                        |

### Fünftes ODI in Perth
| 30. Januar Scorecard | Perth | Südafrika 288-6 (50)          | – | Australien 249 (49) |
|                      |       | Südafrika gewinnt mit 39 Runs |   |                     |

## Statistiken
Die folgenden Cricketstatistiken wurden bei dieser Tour erzielt.
| Tests            | Tests      | Tests   | Tests   | Tests   | Tests   | Tests   | Tests   | Tests   |
| Batting          | Batting    | Batting | Batting | Batting | Batting | Batting | Batting | Batting |
| Spieler          | Mannschaft | Spiele  | Innings | Runs    | Average | HS      | 100s    | 50s     |
| ---------------- | ---------- | ------- | ------- | ------- | ------- | ------- | ------- | ------- |
| Michael Clarke   | Australien | 3       | 6       | 383     | 76,60   | 138     | 1       | 2       |
| Graeme Smith     | Südafrika  | 3       | 6       | 326     | 65,20   | 108     | 1       | 2       |
| Simon Katich     | Australien | 3       | 6       | 297     | 49,50   | 83      | 0       | 3       |
| Ricky Ponting    | Australien | 3       | 6       | 285     | 47,50   | 101     | 1       | 2       |
| Hashim Amla      | Südafrika  | 3       | 6       | 259     | 51,80   | 59      | 0       | 3       |
| Bowling          |            |         |         |         |         |         |         |         |
| Spieler          | Mannschaft | Spiele  | Overs   | Wickets | Average | BBI     | 5W      | 10W     |
| Dale Steyn       | Südafrika  | 3       | 131.2   | 18      | 26,16   | 5/67    | 2       | 1       |
| Mitchell Johnson | Australien | 3       | 159.4   | 17      | 25,88   | 8/61    | 1       | 1       |
| Peter Siddle     | Australien | 3       | 145.4   | 13      | 27,38   | 5/59    | 1       | 0       |
| Paul Harris      | Südafrika  | 3       | 135.5   | 10      | 38,70   | 3/84    | 0       | 0       |
| Morné Morkel     | Südafrika  | 3       | 112     | 9       | 42,66   | 2/38    | 0       | 0       |
| Makhaya Ntini    | Südafrika  | 3       | 122.5   | 9       | 50,00   | 4/72    | 0       | 0       |

| ODIs           | ODIs       | ODIs    | ODIs    | ODIs    | ODIs    | ODIs    | ODIs    | ODIs    |
| Batting        | Batting    | Batting | Batting | Batting | Batting | Batting | Batting | Batting |
| Spieler        | Mannschaft | Spiele  | Innings | Runs    | Average | HS      | 100s    | 50s     |
| -------------- | ---------- | ------- | ------- | ------- | ------- | ------- | ------- | ------- |
| Shaun Marsh    | Australien | 5       | 5       | 218     | 43,60   | 79      | 0       | 2       |
| Ricky Ponting  | Australien | 5       | 5       | 214     | 42,80   | 64      | 0       | 2       |
| Hashim Amla    | Südafrika  | 5       | 5       | 199     | 49,75   | 97      | 0       | 2       |
| AB de Villiers | Südafrika  | 4       | 4       | 191     | 63,66   | 82*     | 0       | 2       |
| Jacques Kallis | Südafrika  | 4       | 4       | 186     | 46,50   | 72      | 0       | 2       |
| Bowling        |            |         |         |         |         |         |         |         |
| Spieler        | Mannschaft | Spiele  | Overs   | Wickets | Average | BBI     | 5W      | 10W     |
| Makhaya Ntini  | Südafrika  | 3       | 28      | 8       | 17,12   | 3/39    | 0       | 0       |
| Dale Steyn     | Südafrika  | 4       | 38.2    | 8       | 22,62   | 3/49    | 0       | 0       |
| Johan Botha    | Südafrika  | 5       | 47      | 8       | 23,50   | 3/32    | 0       | 0       |
| Ben Hilfenhaus | Australien | 4       | 37.3    | 7       | 29,57   | 2/43    | 0       | 0       |
| Morné Morkel   | Südafrika  | 3       | 29      | 5       | 30,80   | 2/45    | 0       | 0       |
| James Hopes    | Australien | 5       | 46.1    | 5       | 42,80   | 3/44    | 0       | 0       |

| Twenty20s      | Twenty20s  | Twenty20s | Twenty20s | Twenty20s | Twenty20s | Twenty20s | Twenty20s | Twenty20s |
| Batting        | Batting    | Batting   | Batting   | Batting   | Batting   | Batting   | Batting   | Batting   |
| Spieler        | Mannschaft | Spiele    | Innings   | Runs      | Average   | HS        | 100s      | 50s       |
| -------------- | ---------- | --------- | --------- | --------- | --------- | --------- | --------- | --------- |
| JP Duminy      | Südafrika  | 2         | 2         | 147       | 147,00    | 78        | 0         | 2         |
| David Warner   | Australien | 2         | 2         | 96        | 48,00     | 89        | 0         | 1         |
| Michael Hussey | Australien | 2         | 2         | 60        | 60,00     | 53*       | 0         | 1         |
| Ricky Ponting  | Australien | 2         | 2         | 59        | 29,50     | 38        | 0         | 0         |
| Cameron White  | Australien | 2         | 2         | 47        | 47,00     | 40*       | 0         | 0         |
| Bowling        |            |           |           |           |           |           |           |           |
| Spieler        | Mannschaft | Spiele    | Overs     | Wickets   | Average   | BBI       | 5W        | 10W       |
| David Hussey   | Australien | 2         | 7         | 4         | 10,75     | 3/25      | 0         | 0         |
| Dale Steyn     | Südafrika  | 2         | 7         | 4         | 14,25     | 3/38      | 0         | 0         |
| Nathan Bracken | Australien | 2         | 7         | 3         | 15,66     | 2/18      | 0         | 0         |
| Ben Hilfenhaus | Australien | 2         | 7         | 3         | 15,66     | 2/15      | 0         | 0         |
| James Hopes    | Australien | 2         | 8         | 3         | 20,00     | 2/29      | 0         | 0         |

## Player of the Series
Als Player of the Series wurden die folgenden Spieler ausgezeichnet.
| Serie | Player of the Series |
| ----- | -------------------- |
| Test  | Graeme Smith         |
| ODI   | Albie Morkel         |

### Player of the Match
Als Player of the Match wurden die folgenden Spieler ausgezeichnet.
| Spiel   | Player of the Match |
| ------- | ------------------- |
| 1. Test | AB de Villiers      |
| 2. Test | Dale Steyn          |
| 3. Test | Peter Siddle        |
| 1. T20  | David Warner        |
| 2. T20  | Michael Hussey      |
| 1. ODI  | Albie Morkel        |
| 2. ODI  | Shaun Marsh         |
| 3. ODI  | Albie Morkel        |
| 4. ODI  | AB de Villiers      |
| 5. ODI  | Hashim Amla         |